# Schweizer Siedlung

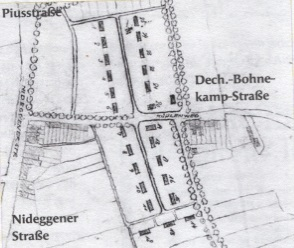
Lageplan

Die Schweizer Siedlung stand in Düren, einer Kreisstadt in Nordrhein-Westfalen.
Die Siedlung erstreckte sich auf das Gelände zwischen der Burgauer Allee, der Piusstraße, der Nideggener Straße und den Mühlenweg, heute Dechant-Bohnekamp-Straße, bis zum heutigen Burgau-Gymnasium.
Die Siedlung wurde nach dem Zweiten Weltkrieg erbaut und bestand aus 25 Baracken, nämlich 20 Schlaf-, 2 Kantinen- und 3 Küchenbaracken. Durch diese Gebäude sollte die Wohnungsnot in der am 16. November 1944 zerstörten Stadt gelindert werden.
Die Schweizer Spende war eine von 1944 bis 1948 bestehende öffentliche Sammlung des Schweizer Volkes als Ausdruck der Solidarität mit den Opfern des Zweiten Weltkrieges. Zuerst bestand die Spende aus Lebensmitteln für die notleidende Bevölkerung in den vom Krieg gezeichneten Staaten. Zu den ausgewählten Städten in Deutschland zählte auch Düren, wo mehr als 1000 Kinder mehrere Monate zusätzliche Lebensmittelrationen erhielten. Später kamen auch Materialspenden dazu. So konnten Bekleidung und Schuhe hergestellt werden. Am 19. Dezember 1946 wurde eine Weihnachtsfeier des Schweizerischen Roten Kreuzes für 1400 Kinder aus der Stadt im Theatersaal der damaligen Heil- und Pflegeanstalt, heute LVR-Klinik Düren, durchgeführt.
Neben diesen Spenden stellte die Schweizer Spende auch ehemalige Militärbaracken zur Verfügung. Die gespendeten Baracken wurden zum Wohnraum für 71 Familien. Sie sollten, nach einer Aktennotiz der Militärregierung vom 22. März 1946, von der Schweiz betreut werden. Einrichtungsgegenstände musste bei der Stadtverwaltung beantragt werden. Zu den Baracken gehörte ein Garten von 600 bis 1000 m². Notwendiges Saatgut stellte die Schweizer Spende, so dass sich die Familien selbst versorgen konnten.
Nach einer Vereinbarung zwischen Stadt und Caritas übernahm die Schweizerische Caritas zum 1. Juli 1948 die Arbeit der Schweizer Spende. 1949 war die größte Not gelindert und die Schweizer stellten ihre Tätigkeit ein. Später wurden auf dem Gelände Einfamilienhäuser gebaut. 1964 wurde im südlichen Teil die Josefschule errichtet.
Eine der Baracken aus der Schweizer Siedlung steht heute noch neben dem Trümmerberg Düren und dient dem Westernschießclub als Vereinsheim.